# Didymodon acutus
Didymodon acutus (Spitzblättriges Doppelzahnmoos) ist eine Laubmoos-Art aus der Familie Pottiaceae. Ein häufiges Synonym ist Barbula acuta (Brid.) Brid.

## Merkmale
Das Moos bildet lockere, niederwüchsige, olivgrüne bis rötlich braune Rasen. Die wenig verzweigten Stämmchen sind 0,5 bis 2 Zentimeter groß. Die Blätter sind trocken anliegend und wenig verbogen, feucht aufrecht abstehend. Sie sind aus eiförmigem Grund allmählich in eine lange scharfe Spitze verschmälert und ganzrandig. Die Blattränder sind zurückgebogen, gegen die Spitze flach. Die kräftige Blattrippe tritt zumindest in den oberen Blättern als Stachelspitze aus und weist auf der Oberseite (ventral) kurze, hexagonale Zellen auf. Die dickwandigen Blattzellen sind im ganzen Blatt annähernd gleichförmig, nur am Grund neben der Rippe kurz rechteckig, sonst rundlich und mehr oder weniger glatt.
Die diözische Art fruchtet selten. Die Seta ist rötlich, die länglich eiförmige bis ellipsoidische Kapsel meist aufrecht, die Peristomzähne spiralig gewunden, der Kapseldeckel schief geschnäbelt. Die glatten Sporen sind 9 bis 14 Mikrometer groß.

## Ähnliche Arten
Didymodon acutus ist mit Didymodon rigidulus nahe verwandt. Die Unterscheidung beider Arten kann schwierig sein, ebenso wie mit den Arten Didymodon icmadophilus oder Didymodon validus. Unterscheidungsmerkmale sind unter anderen:  bei D. acutus sind im Querschnitt der Blattrippe die ventralen Stereiden einzellschichtig, auch der Blattrand ist einzellschichtig.

## Standortansprüche
Die wärmeliebende, kalkliebende Art wächst auf trockenen Böden an lichtreichen Standorten, so häufig in lückigen, flachgründigen, offenerdigen, auch felsdurchsetzten Stellen in Trockenrasen. Weiters siedelt sie auf Mauern (besonders Weinbergsmauern), in Steinbrüchen, Kies- und Lehmgruben. Häufige Begleitmoose sind Didymodon luridus, Barbula convoluta, Tortella inclinata, Pseudocrossidium hornschuchianum, Weissia fallax oder Aloina aloides.

## Verbreitung
Didymodon acutus ist ein wärmeliebendes, submediterranes Florenelement und ist in Europa besonders im südlichen, westlichen und mittleren Teil verbreitet. In Deutschland ist die Hauptverbreitung im Hügelland Mittel- und Süddeutschlands, in den übrigen Gebieten ist er sehr selten.
Neben Europa gibt es Vorkommen in Makaronesien, Mittel- und Südwestasien, Nord- und Mittelamerika und in Nordafrika.